# Coll Roig (els Angles)
El Coll Roig és una collada situada a 2.361,1 metres d'altitud del terme comunal dels Angles, a la comarca del Capcir, de la Catalunya del Nord. Està situat a la zona central del terme dels Angles, en el massís format pel Roc d'Aude i el Mont Llaret, a ponent del poble dels Angles. És molt a prop al nord-est del cim del Mont Llaret, i és el destí del més septentrional dels teleesquís de l'Estació d'esquí dels Angles, al qual dona nom.
És un dels indrets més freqüentats per les rutes amb esquís pel fet que el teleesquí permet arribar amb facilitat fins als 2.358 m alt.